# برنزویل (کارولینای شمالی)
برنزویل (به انگلیسی: Burnsville) شهری در ایالت کارولینای شمالی کشور ایالات متحده آمریکا است که جمعیت آن در سرشماری سال ۲۰۱۰ میلادی، ۱٬۶۹۳ نفر بوده‌است.